# Aisling
Aisling je ženské křestní jméno irského původu. Vzniklo někdy ve 20. století a znamená sen či vidinu. V irské gaelštině a angličtině se vyslovuje jako ašling. Pojmenování je podle žánru irské poezie ze 17. století.

## Známé nositelky
- Aisling Burnand, britská obchodnice a lobistka
- Aisleyne Horgan-Wallace, britská modelka
- Aislinn Hunter, kanadská spisovatelka
- Aisling Loftus, anglická herečka
- Aisling Looney, irská rozhodčí
- Aislín McGuckin, severoirská herečka
- Aisling O'Sullivan, irská herečka
- Aislinn Paul, kanadská herečka
- Ashlyne Huff, americká herečka
- Aisling Symes, děvče, které se utopilo
- Ashlyn Sanchez, americká herečka